# BAFO
BAFO (Bibliotheksdaten-Austauschformat) ist ein Standard für den Datenaustausch zwischen Bibliotheken mit unterschiedlicher Bibliothekssoftware, der vor allem von katholischen öffentlichen Büchereien des Borromäusvereins genutzt wird.
Die von den Bibliotheken des Borromäusvereins im Wesentlichen genutzten Programme sind:
- Bibliotheca 2000 der Firma OCLC (ehemals BOND)
- BVS der Firma IBTC
- Easylib der Firma Fuchs Datentechnik

Der gewünschte Austausch von bibliographische Angaben und andere Metadaten zu Medien gestaltet sich aufgrund verschiedener Dateiformate als schwierig. Aus diesem Grund hat der Sachausschuss Software und Datenaustausch der Fachkonferenz des Borromäusvereins  das Bibliotheksdaten-Austauschformat BAFO geschaffen. Große Teile von BAFO basieren auf dem von der Firma IBTC für ihre eigenen Produkte gepflegten SBC-Standard und dem MAB-Format.
Für den Austausch von bibliographischen Angaben und Angaben über Bibliotheksbestände beschreibt BAFO eine Menge von Regeln und Vereinbarungen, wie die Daten von einer Bücherei in ein EDV-System einer anderen Bücherei gelangen, dort richtig eingelesen und in der Statistik verbucht werden und wie diese Bestände und ihre statistischen Daten beim Rücktransfer zu behandeln sind. Darüber hinaus beschreibt BAFO verbindlich, wie Datenbestände von Endkundenprospekten und Buchausstellungen des Borromäusvereins zu handhaben sind.
Die Software, die Datenaustausch gemäß BAFO als Funktionalität ausweisen, werden vom Sachausschuss eingehend getestet. Damit wird sichergestellt, dass die zugesicherte Funktionalität tatsächlich vorhanden ist und im Praxisbetrieb der Büchereien und Fachstellen problemlos eingesetzt werden kann.